# Swiffer
Swiffer is een productlijn van schoonmaakmiddelen door Procter & Gamble geïntroduceerd in 1999.
Het merk maakt gebruik van een razor-and-blades ondernemingsmodel waar de consument de houder gratis verkrijgt, of zoals in dit geval tegen een lage prijs koopt, en deze gedurende de levensduur van het product moet navullen met extra te kopen navullingen.
Swiffer is uitgegroeid tot een half miljard dollar merk in vijftien landen.

## Producten

### Huidige producten
- Swiffer WetJet
- Swiffer Sweeper
- Swiffer Sweeper-VAC
- Swiffer Sweeper Professional
- Swiffer Dusters
- Swiffer Dust-N-Shine

### Oude producten
- Swiffer Carpet Flick